# Hugo Klajn

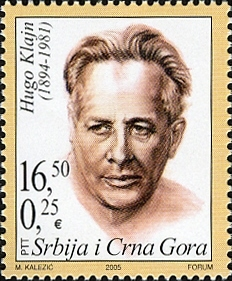
Serbische Briefmarke (2005)

Hugo Klajn (* 30. September 1894 in Vukovar, Österreich-Ungarn; † 2. Dezember 1981 in Belgrad, Jugoslawien) war ein jugoslawischer Psychoanalytiker und Theaterregisseur.

## Leben
Hugo Klajn wurde als Kind des jüdischen Händlers Samuel Klajn und der Sofia Grun geboren. Er studierte Medizin an der Universität Wien, u. a. bei Julius Wagner-Jauregg und Emil Kraepelin, und wurde 1919 promoviert. Klajn war Soldat im Ersten Weltkrieg. Er kam in Wien in Kontakt mit Vertretern der Psychoanalyse und machte eine Lehranalyse bei Paul Schilder. In Belgrad arbeitete er als Neuropsychiater und Psychoanalytiker und übersetzte Hauptwerke Sigmund Freuds ins Serbokroatische, darunter 1937 Zur Psychopathologie des Alltagslebens.
Klajn verliebte sich in seine Patientin, die zehn Jahre jüngere Pianistin Stana Đurić, die mit einem Familienangehörigen der Belgrader Zeitungsdynastie Ribnikar und Direktor der Zeitung Politika verheiratet war und bereits drei Kinder hatte. Der Philologe Ivan Klajn (1937–2021) ist ihr gemeinsamer Sohn.
Nach der deutschen Eroberung Jugoslawiens im Jahr 1941 musste er sich als Jude verbergen, die Familie Ribnikar half ihm dabei. Noch während des Krieges war er als Arzt für den jugoslawischen Untergrund tätig. Nach dem Krieg
behandelte er Partisanen psychiatrisch. Sein Buch hierüber durfte jahrelang nicht erscheinen, da seelisch erkrankte Partisanen nicht dem Heroismus der kommunistischen Parteidoktrin entsprachen.
Im kommunistischen Jugoslawien gab er seine psychiatrische Tätigkeit weitgehend auf, die Gründe hierfür sind unklar, edierte aber noch die Werke Freuds. Er erhielt eine führende Funktion im Theaterleben Jugoslawiens. Am Nationaltheater Belgrad und in den Provinztheatern führte er Regie, übersetzte und inszenierte unter anderem Shakespeare. Seine Regiearbeit lehnte er an die Arbeit des sowjetischen Regisseurs Stanislawski an, weshalb sie als „System Klajn-Stanislavski“ bezeichnet wurde. Seit 1949 lehrte er Regie an der Theaterakademie Belgrad. Die Vorworte für die Übersetzungen von Schriften von Karl Marx, Friedrich Engels und Walter Mehring ins Serbokroatische wurden von ihm verfasst.
Klajn produzierte 1959 einen Dokumentarfilm über Anne Frank.
2006 erinnerte die Universitätsbibliothek Belgrad mit einer Ausstellung an ihn.

## Schriften (Auswahl)
- Nervi sistem. 1933
- Abnormalnosti normalnih. Tri predavanja iz primenjene psihopatologije. 1936
- Osnovni problemi režije. Belgrad : Rad, 1951.
- Život dvočasovni: pozorišne kritike. 1957
- Osamnaesti brimer Luja Bonaparte. 1960
- Šekspir i čoveštvo. Belgrad : Prosveta, 1964
- Uvod u psihoanalizu. 1964
- Pojave i problemi savremenog pozorišta. Novi Sad, 1969
- Kir Janja. Sarajevo : Veselin Masleša, 1973
- (Hrsg.): Odabrana dela Sigmunda Frojda. Novi Sad : Matica srpska, 1973
- Psihopatologija svakodnevnog života. 1981
- Radoslav Lazić (Hrsg.): Režija u amaterskom teatru: priručnik za amatere reditelje. Novi Sad : Prometej, 1992
- Ratna neuroza Jugoslavena. Belgrad, 1995

## Filme
- Dnevnik Ane Frank. 1959